# 達魯里爾萬
達魯里爾萬（英語：Daru Rilwan）是位於西非國家甘比亞北岸區的一個小村莊。它的常住人口約為1,045名居民， 達魯里爾萬的海拔高度為37公尺。達魯里爾萬有一座清真寺。